# Ashoknagar Kalyangarh
Ashoknagar Kalyangarh (bengali অশোকনগর - কল্যাণগড়) är en stad i distriktet North 24 Parganas i den indiska delstaten Västbengalen. Den ingår i Habras storstadsområde och hade cirka 120 000 invånare vid folkräkningen 2011.